# Gallagher Grand Prix 2022
De Gallagher Grand Prix 2022 was de dertiende ronde van de IndyCar Series 2022. De race werd op 30 juli 2022 verreden in Speedway, Indiana op de Indianapolis Motor Speedway. De race bestond uit 85 ronden en werd gewonnen door Alexander Rossi.

## Inschrijvingen
W = eerdere winnaar
R = rookie
| No.   | Coureur               | Team                                    | Motor     |
| ----- | --------------------- | --------------------------------------- | --------- |
| 2     | Josef Newgarden W     | Team Penske                             | Chevrolet |
| 3     | Scott McLaughlin      | Team Penske                             | Chevrolet |
| 4     | Dalton Kellett        | A. J. Foyt Enterprises                  | Chevrolet |
| 5     | Patricio O'Ward       | Arrow McLaren SP                        | Chevrolet |
| 06    | Hélio Castroneves     | Meyer Shank Racing                      | Honda     |
| 7     | Felix Rosenqvist      | Arrow McLaren SP                        | Chevrolet |
| 8     | Marcus Ericsson       | Chip Ganassi Racing                     | Honda     |
| 9     | Scott Dixon W         | Chip Ganassi Racing                     | Honda     |
| 10    | Álex Palou            | Chip Ganassi Racing                     | Honda     |
| 12    | Will Power W          | Team Penske                             | Chevrolet |
| 14    | Kyle Kirkwood R       | A. J. Foyt Enterprises                  | Chevrolet |
| 15    | Graham Rahal          | Rahal Letterman Lanigan Racing          | Honda     |
| 18    | David Malukas R       | Dale Coyne Racing with HMD Motorsports  | Honda     |
| 20    | Conor Daly            | Ed Carpenter Racing                     | Chevrolet |
| 21    | Rinus VeeKay W        | Ed Carpenter Racing                     | Chevrolet |
| 26    | Colton Herta W        | Andretti Autosport                      | Honda     |
| 27    | Alexander Rossi       | Andretti Autosport                      | Honda     |
| 28    | Romain Grosjean       | Andretti Autosport                      | Honda     |
| 29    | Devlin DeFrancesco R  | Andretti Steinbrenner Autosport         | Honda     |
| 30    | Christian Lundgaard R | Rahal Letterman Lanigan Racing          | Honda     |
| 45    | Jack Harvey           | Rahal Letterman Lanigan Racing          | Honda     |
| 48    | Jimmie Johnson        | Chip Ganassi Racing                     | Honda     |
| 51    | Takuma Sato           | Dale Coyne Racing with Rick Ware Racing | Honda     |
| 60    | Simon Pagenaud W      | Meyer Shank Racing                      | Honda     |
| 77    | Callum Ilott R        | Juncos Hollinger Racing                 | Chevrolet |
| Bron: |                       |                                         |           |

## Classificatie

### Training
| Pos.  | No. | Coureur           | Team               | Motor     | Tijd       |
| ----- | --- | ----------------- | ------------------ | --------- | ---------- |
| 1     | 27  | Alexander Rossi   | Andretti Autosport | Honda     | 01:10.0919 |
| 2     | 2   | Josef Newgarden W | Team Penske        | Chevrolet | 01:10.1121 |
| 3     | 26  | Colton Herta W    | Andretti Autosport | Honda     | 01:10.1507 |
| Bron: |     |                   |                    |           |            |

### Kwalificatie
| Pos.  | No. | Coureur               | Team                                    | Motor     | Tijd       | Tijd       | Tijd       | Tijd       | Grid |
| Pos.  | No. | Coureur               | Team                                    | Motor     | Ronde 1    | Ronde 1    | Ronde 2    | Ronde 3    | Grid |
| Pos.  | No. | Coureur               | Team                                    | Motor     | Groep 1    | Groep 2    | Ronde 2    | Ronde 3    | Grid |
| ----- | --- | --------------------- | --------------------------------------- | --------- | ---------- | ---------- | ---------- | ---------- | ---- |
| 1     | 7   | Felix Rosenqvist      | Arrow McLaren SP                        | Chevrolet | N/A        | 01:10.1220 | 01:10.0781 | 01:10.2265 | 1    |
| 2     | 27  | Alexander Rossi       | Andretti Autosport                      | Honda     | N/A        | 01:10.3844 | 01:10.1295 | 01:10.5030 | 2    |
| 3     | 5   | Patricio O'Ward       | Arrow McLaren SP                        | Chevrolet | 01:10.6084 | N/A        | 01:10.1574 | 01:10.6092 | 3    |
| 4     | 12  | Will Power W          | Team Penske                             | Chevrolet | 01:10.5616 | N/A        | 01:10.0277 | 01:10.6224 | 4    |
| 5     | 2   | Josef Newgarden W     | Team Penske                             | Chevrolet | 01:10.4240 | N/A        | 01:10.1156 | 01:10.6968 | 5    |
| 6     | 30  | Christian Lundgaard R | Rahal Letterman Lanigan Racing          | Honda     | 01:10.7718 | N/A        | 01:10.1805 | 01:10.7280 | 6    |
| 7     | 10  | Álex Palou            | Chip Ganassi Racing                     | Honda     | N/A        | 01:10.3786 | 01:10.2074 | N/A        | 7    |
| 8     | 21  | Rinus VeeKay W        | Ed Carpenter Racing                     | Chevrolet | N/A        | 01:10.1821 | 01:10.3100 | N/A        | 8    |
| 9     | 26  | Colton Herta W        | Andretti Autosport with Curb-Agajanian  | Honda     | N/A        | 01:10.1641 | 01:10.3532 | N/A        | 9    |
| 10    | 20  | Conor Daly            | Ed Carpenter Racing                     | Chevrolet | 01:10.3822 | N/A        | 01:10.5135 | N/A        | 10   |
| 11    | 18  | David Malukas R       | Dale Coyne Racing with HMD Motorsports  | Honda     | N/A        | 01:10.6239 | 01:10.5636 | N/A        | 11   |
| 12    | 60  | Simon Pagenaud W      | Meyer Shank Racing                      | Honda     | 01:10.7911 | N/A        | 01:10.7624 | N/A        | 12   |
| 13    | 45  | Jack Harvey           | Rahal Letterman Lanigan Racing          | Honda     | 01:10.8564 | N/A        | N/A        | N/A        | 13   |
| 14    | 29  | Devlin DeFrancesco R  | Andretti Steinbrenner Autosport         | Honda     | N/A        | 01:10.7073 | N/A        | N/A        | 14   |
| 15    | 3   | Scott McLaughlin      | Team Penske                             | Chevrolet | 01:10.9067 | N/A        | N/A        | N/A        | 15   |
| 16    | 06  | Hélio Castroneves     | Meyer Shank Racing                      | Honda     | N/A        | 01:10.7560 | N/A        | N/A        | 16   |
| 17    | 15  | Graham Rahal          | Rahal Letterman Lanigan Racing          | Honda     | 01:10.9093 | N/A        | N/A        | N/A        | 17   |
| 18    | 51  | Takuma Sato           | Dale Coyne Racing with Rick Ware Racing | Honda     | N/A        | 01:10.8276 | N/A        | N/A        | 18   |
| 19    | 77  | Callum Ilott R        | Juncos Hollinger Racing                 | Chevrolet | 01:11.1195 | N/A        | N/A        | N/A        | 19   |
| 20    | 9   | Scott Dixon W         | Chip Ganassi Racing                     | Honda     | N/A        | 01:10.8938 | N/A        | N/A        | 20   |
| 21    | 14  | Kyle Kirkwood R       | A. J. Foyt Enterprises                  | Chevrolet | 01:11.2156 | N/A        | N/A        | N/A        | 21   |
| 22    | 28  | Romain Grosjean       | Andretti Autosport                      | Honda     | N/A        | 01:11.0244 | N/A        | N/A        | 22   |
| 23    | 48  | Jimmie Johnson        | Chip Ganassi Racing                     | Honda     | 01:11.7710 | N/A        | N/A        | N/A        | 23   |
| 24    | 4   | Dalton Kellett        | A. J. Foyt Enterprises                  | Chevrolet | N/A        | 01:12.0060 | N/A        | N/A        | 24   |
| 25    | 8   | Marcus Ericsson       | Chip Ganassi Racing                     | Honda     | N/A        | Geen tijd  | N/A        | N/A        | 25   |
| Bron: |     |                       |                                         |           |            |            |            |            |      |

- Vetgedrukte tekst geeft de snelste tijd in de sessie aan.

### Warmup
| Pos.  | No. | Coureur               | Team                           | Motor     | Tijd       |
| ----- | --- | --------------------- | ------------------------------ | --------- | ---------- |
| 1     | 2   | Josef Newgarden W     | Team Penske                    | Chevrolet | 01:10.9281 |
| 2     | 14  | Kyle Kirkwood R       | A. J. Foyt Enterprises         | Chevrolet | 01:10.9895 |
| 3     | 30  | Christian Lundgaard R | Rahal Letterman Lanigan Racing | Honda     | 01:11.0317 |
| Bron: |     |                       |                                |           |            |

### Race
De race begon om 12:30 ET op 30 juli 2022.
| Pos.                                                                       | No. | Coureur               | Team                                    | Motor     | Rondes | Tijd            | Pit stops | Grid | Geleide ronden | Pts. |
| -------------------------------------------------------------------------- | --- | --------------------- | --------------------------------------- | --------- | ------ | --------------- | --------- | ---- | -------------- | ---- |
| 1                                                                          | 27  | Alexander Rossi       | Andretti Autosport                      | Honda     | 85     | 01:48:39.1825   | 3         | 2    | 44             | 53   |
| 2                                                                          | 30  | Christian Lundgaard R | Rahal Letterman Lanigan Racing          | Honda     | 85     | +3.5441         | 3         | 6    |                | 40   |
| 3                                                                          | 12  | Will Power W          | Team Penske                             | Chevrolet | 85     | +14.8481        | 3         | 4    | 7              | 36   |
| 4                                                                          | 3   | Scott McLaughlin      | Team Penske                             | Chevrolet | 85     | +15.9694        | 3         | 15   | 10             | 33   |
| 5                                                                          | 2   | Josef Newgarden W     | Team Penske                             | Chevrolet | 85     | +18.4253        | 3         | 5    |                | 30   |
| 6                                                                          | 21  | Rinus VeeKay W        | Ed Carpenter Racing                     | Chevrolet | 85     | +22.9626        | 3         | 8    |                | 28   |
| 7                                                                          | 15  | Graham Rahal          | Rahal Letterman Lanigan Racing          | Honda     | 85     | +23.3542        | 3         | 17   |                | 26   |
| 8                                                                          | 9   | Scott Dixon W         | Chip Ganassi Racing                     | Honda     | 85     | +23.6130        | 3         | 20   |                | 24   |
| 9                                                                          | 7   | Felix Rosenqvist      | Arrow McLaren SP                        | Chevrolet | 85     | +24.4659        | 3         | 1    | 7              | 24   |
| 10                                                                         | 10  | Álex Palou            | Chip Ganassi Racing                     | Honda     | 85     | +27.6401        | 3         | 7    |                | 20   |
| 11                                                                         | 8   | Marcus Ericsson       | Chip Ganassi Racing                     | Honda     | 85     | +35.0774        | 3         | 25   |                | 19   |
| 12                                                                         | 5   | Patricio O'Ward       | Arrow McLaren SP                        | Chevrolet | 85     | +43.0641        | 3         | 3    |                | 18   |
| 13                                                                         | 18  | David Malukas R       | Dale Coyne Racing with HMD Motorsports  | Honda     | 85     | +50.1868        | 3         | 11   |                | 17   |
| 14                                                                         | 77  | Callum Ilott R        | Juncos Hollinger Racing                 | Chevrolet | 85     | +51.9201        | 3         | 19   |                | 16   |
| 15                                                                         | 51  | Takuma Sato           | Dale Coyne Racing with Rick Ware Racing | Honda     | 85     | +57.1069        | 3         | 18   |                | 15   |
| 16                                                                         | 28  | Romain Grosjean       | Andretti Autosport                      | Honda     | 85     | +59.0527        | 3         | 22   |                | 14   |
| 17                                                                         | 20  | Conor Daly            | Ed Carpenter Racing                     | Chevrolet | 85     | +1:00.1316      | 3         | 10   |                | 13   |
| 18                                                                         | 29  | Devlin DeFrancesco R  | Andretti Steinbrenner Autosport         | Honda     | 85     | +1:01.7880      | 3         | 14   |                | 12   |
| 19                                                                         | 06  | Hélio Castroneves     | Meyer Shank Racing                      | Honda     | 85     | +1:03.4684      | 4         | 16   |                | 11   |
| 20                                                                         | 45  | Jack Harvey           | Rahal Letterman Lanigan Racing          | Honda     | 85     | +1:04.5997      | 3         | 13   |                | 10   |
| 21                                                                         | 4   | Dalton Kellett        | A. J. Foyt Enterprises                  | Chevrolet | 84     | +1 ronde        | 3         | 24   |                | 9    |
| 22                                                                         | 48  | Jimmie Johnson        | Chip Ganassi Racing                     | Honda     | 84     | +1 ronde        | 3         | 23   |                | 8    |
| 23                                                                         | 14  | Kyle Kirkwood R       | A. J. Foyt Enterprises                  | Chevrolet | 84     | +1 ronde        | 5         | 21   |                | 7    |
| 24                                                                         | 26  | Colton Herta W        | Andretti Autosport with Curb-Agajanian  | Honda     | 42     | Versnellingsbak | 2         | 9    | 17             | 7    |
| 25                                                                         | 60  | Simon Pagenaud W      | Meyer Shank Racing                      | Honda     | 34     | Geen brandstof  | 1         | 12   |                | 5    |
| Snelste ronde: Simon Pagenaud (Meyer Shank Racing) – 01:11.4537 (ronde 12) |     |                       |                                         |           |        |                 |           |      |                |      |
| Bron:                                                                      |     |                       |                                         |           |        |                 |           |      |                |      |

## Tussenstanden kampioenschap
| Pos. | Coureur         | Punten |
| ---- | --------------- | ------ |
| 1.   | Will Power      | 431    |
| 2.   | Marcus Ericsson | 422    |
| 3.   | Josef Newgarden | 399    |
| 4.   | Scott Dixon     | 393    |
| 5.   | Patricio O'Ward | 385    |

| Pos. | Team      | Punten |
| 1.   | Chevrolet | 1161   |
| 2.   | Honda     | 1031   |